# Іня (Республіка Алтай)
Іня (рос. Иня) — село Онгудайського району, Республіка Алтай Росії. Входить до складу Інінського сільського поселення.
Населення — 727 осіб (2015 рік).